# 齐奥塞斯库家族
齐奥塞斯库家族（简称齐氏家族），是指前罗马尼亚共产党总书记、罗马尼亚社会主义共和国领导人尼古拉·齐奥塞斯库及其兄弟姐妹、子孙的家庭。

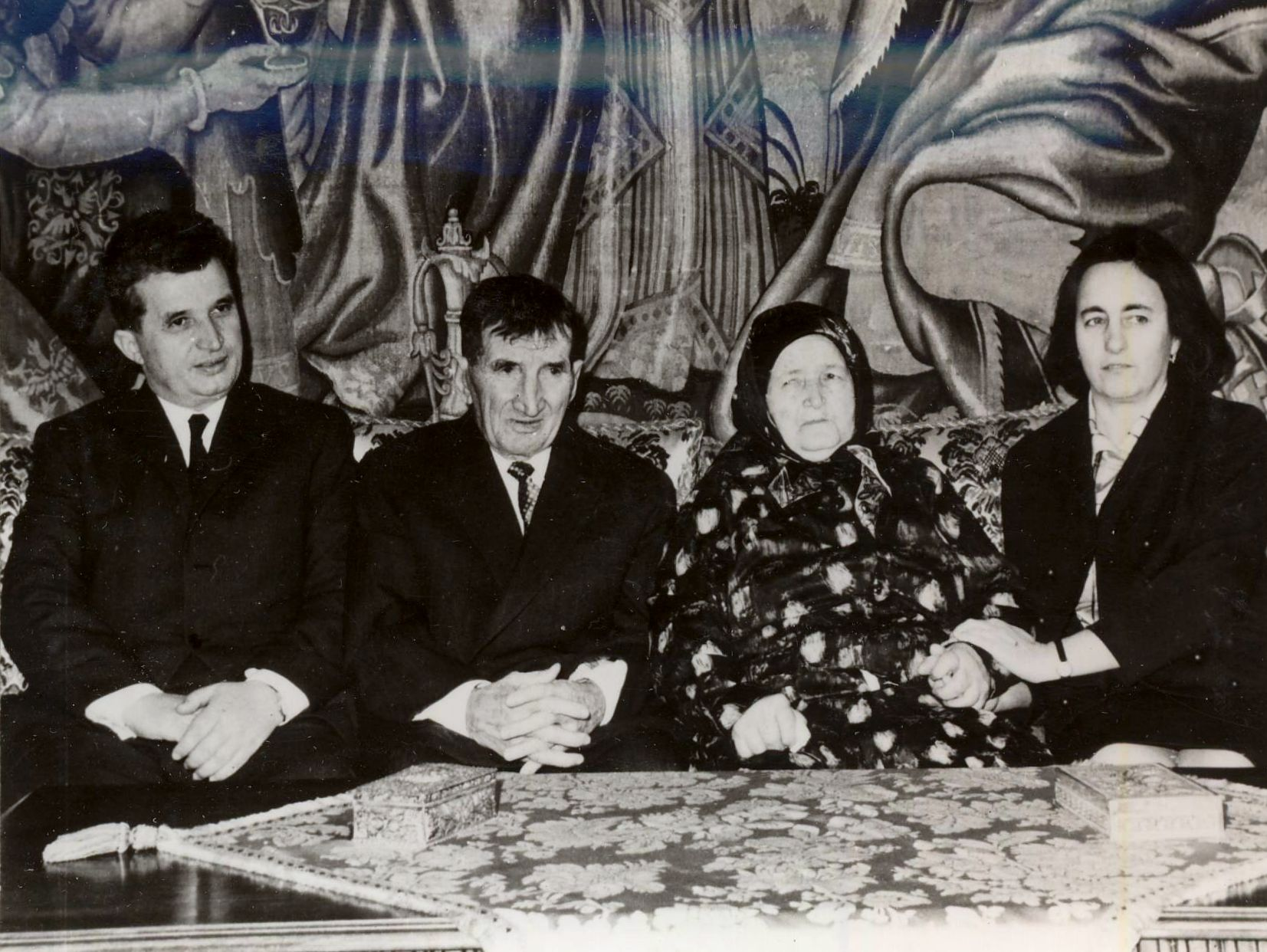
1968年的尼古拉·齐奥塞斯库（左）、其父母（中）和埃列娜·齐奥塞斯库（右）

## 家族成员
- 安德烈·齐奥塞斯库（1886-1969，尼古拉·齐奥塞斯库的父亲）、亚历山大·齐奥塞斯库（1888-1977，尼古拉·齐奥塞斯库的母亲）
  - 尼库莉娜·齐奥塞斯库（1914-1990，尼古拉·齐奥塞斯库的姐姐，排行老大）
  - 馬林·壽西斯古（1916-1989，尼古拉·齐奥塞斯库的哥哥，排行老二）
    - 米哈埃拉·齐奥塞斯库（马林·齐奥塞斯库的女儿）
    - 加布里埃拉·齐奥塞斯库（马林·齐奥塞斯库的女儿）

  - 尼古拉·齐奥塞斯库（1918-1989，排行老三）、埃列娜·齐奥塞斯库（1919-1989，尼古拉·齐奥塞斯库的妻子）
    - 瓦伦丁·齐奥塞斯库（1948-，尼古拉·齐奥塞斯库的长子）
    - 佐娅·齐奥塞斯库（1949-2006，尼古拉·齐奥塞斯库的女儿）
    - 尼库·齐奥塞斯库（1951-1996，尼古拉·齐奥塞斯库的次子）

  - 弗洛雷亚·齐奥塞斯库（1922-2006，尼古拉·齐奥塞斯库的弟弟，排行老四）
  - 尼古拉·安德烈·齐奥塞斯库（1924-2000，尼古拉·齐奥塞斯库的弟弟，排行老五）
  - 伊利耶·齐奥塞斯库（1926-2002，尼古拉·齐奥塞斯库的弟弟，排行老六）
  - 玛丽亚·齐奥塞斯库（尼古拉·齐奥塞斯库的妹妹，排行老七）
  - 埃琳娜·齐奥塞斯库（1928-2001，尼古拉·齐奥塞斯库的妹妹，排行老八）
  - 扬·齐奥塞斯库（尼古拉·齐奥塞斯库的弟弟，排行老九）

另外，齐奥塞斯库家族还有18个孙子和孙女。